# Fényi (månekrater)
Fényi er et lille nedslagskrater på Månen. Det befinder sig på den sydlige halvkugle på Månens bagside og er opkaldt efter den ungarske astronom Gyula Fényi (1845 – 1927).
Navnet blev officielt tildelt af den Internationale Astronomiske Union (IAU) i 1970. 

## Omgivelser
Fényikrateret ligger nær den sydlige rand af det enorme dække af udkastet materiale, som omgiver Mare Imbrium nedslagsbassinet mod nord. Mindre end to kraterdiametre mod sydvest ligger det meget større Mendelkrater.

## Karakteristika
Meget af randen og næsten hele resten af dette krater er blevet begravet under materiale fra Mare Imbrium-nedslaget. Det omgivende terræn udviser et radialt mønster af sammenflettede render og højderygge i retningen nord-syd. Kun en ring af toppe stikker op fra dette dække af udkastninger og markerer den oprindelige rand. Der findes et småkrater langs den nordøstlige indre væg.

## Satellitkratere
De kratere, som kaldes satellitter, er små kratere beliggende i eller nær hovedkrateret. Deres dannelse er sædvanligvis sket uafhængigt af dette, men de får samme navn som hovedkrateret med tilføjelse af et stort bogstav. På kort over Månen er det en konvention at identificere dem ved at placere dette bogstav på den side af satellitkraterets midte, som ligger nærmest hovedkrateret. Fényikrateret har følgende satellitkratere:
| Fényi | Længde  | Bredde   | Diameter |
| ----- | ------- | -------- | -------- |
| A     | 43,6° S | 104,4° V | 19 km    |
| Y     | 43,6° S | 105,5° V | 21 km    |